# Tamsulosin
Tamsulosin ist ein Arzneistoff aus der Klasse der Alpha-Rezeptorenblocker zur Behandlung von Symptomen der benignen Prostatahyperplasie (BPH) und unterliegt der ärztlichen Verschreibungspflicht. Tamsulosin findet als Tamsulosin-Hydrochlorid pharmazeutische Anwendung.

## Pharmakologie

### Anwendungsgebiete und klinische Wirkungen
Tamsulosin ist zur Behandlung von Symptomen des unteren Harntraktes bei der benignen Prostatahyperplasie zugelassen und gilt für diese Indikation als Mittel der ersten Wahl. Es zeigt im Vergleich zu anderen Alphablockern, wie etwa Doxazosin und Alfuzosin, eine geringere Beeinflussung des Blutdruckes (die allerdings nicht immer ausgeschlossen werden kann).
Eine klinische Studie mit Nierenstein-Patienten nach ESWL-Behandlung ergab, dass mit Tamsulosin behandelte Patienten besser in der Lage waren, Steintrümmer auszuscheiden.
Bei der Behandlung von Prostatakarzinomen mit Low-Dose-Rate-Brachytherapie werden sogenannte Seeds dauerhaft in die Prostata eingesetzt. In den ersten sechs Monaten nach dem Eingriff sind Harndrang, Dysurie und Polyurie häufig. Durch eine prophylaktische Gabe von Tamsulosin können die urologischen Symptome vermindert werden.

### Wirkmechanismus
Tamsulosin ist ein Antagonist an α1-Adrenozeptoren. Es zeigt im Gegensatz zu anderen Alphablockern eine vergleichsweise hohe antagonistische Selektivität für prostatische α1A/1L-Adrenozeptoren. Diese Rezeptorselektivität führt einerseits zu einer Relaxation der glatten Muskulatur des Blasenhalses, der Harnröhre und der Prostata, verbunden mit einem erleichterten Harnabfluss und wird andererseits mit einer geringeren Nebenwirkungsrate in Verbindung gebracht.
Da die alpha-Blockade geschlechtsunspezifisch zur Relaxation der glatten Muskulatur führt, verbessert sie auch bei Frauen den Urinfluss, was in Studien nachgewiesen werden konnte. Dennoch lautet die zugelassene Indikation von Tamsulosin weiterhin „Behandlung von Symptomen des unteren Harntraktes (LUTS) bei der benignen Prostatahyperplasie“ und die Anwendung bei Frauen, die unter Harnretention assoziiert mit Verengungen von Blase und Harnröhre leiden, ist ein Off-Label-Use.

### Nebenwirkungen
Trotz der Prostataselektivität dieses Alphablockers können häufig (1 bis 10 %) Schwindel und gelegentlich (< 1 %) Hypotonie und orthostatische Beschwerden auftreten; häufig werden auch Ejakulationsstörungen (retrograde Ejakulation) beobachtet. Durch eine Dosisanpassung kann in vielen Fälle eine Ejakulationsstörung vermieden werden. Selten kann es zu einer vaskulär bedingten Synkope kommen, einem plötzlichen Kräfteverlust mit Bewusstlosigkeit, ferner zu gelegentlichen bis seltenen unspezifischen Beschwerden des Magen-Darm-Traktes, wie Übelkeit, Durchfall oder Verstopfungen. In der Augenheilkunde wurde über einen Zusammenhang mit dem intraoperativen „floppy-iris-syndrome“ bei Katarakt-Operationen berichtet.

### Wechselwirkungen
Klinisch relevante Wechselwirkungen sind nicht bekannt.

## Handelsnamen
Monopräparate
Aglandin (A), Alna (D, A), Flomax (USA), Omnic (D), Omix (CH), Pradif (CH), Prostacure (D), Prostadil (D), Prostalitan (D), Tamsublock (D), Tamsulosin (D), Stichtulosin (A), Tadin (D), zahlreiche Generika (D, A, CH)